# زیردریایی تیپ یو ۶۶ آلمان
زیردریایی تیپ یو ۶۶ (به انگلیسی: German Type U 66 submarine) یک زیردریایی از کلاس یوبوت است که در جنگ جهانی اول ساخته شد و توسط نیروی دریایی امپراتوری آلمان اداره می‌شد.